# Bruno Studer
Pour les articles homonymes, voir Studer.
Bruno Studer, né le 18 juin 1978 à Colmar, est un homme politique français. Il est élu député en 2017 sous l'étiquette de La République en marche (LREM), puis devient président de la commission des Affaires culturelles et de l'Éducation lors de XVe législature. Réélu en 2022, il est battu à sa réélection en 2024.

## Biographie
Bruno Studer est né à Colmar et a grandi en Alsace. Il a fait des études de géographie à l'université d'Artois puis à l'IUFM de Lorraine. Il est ensuite professeur d’histoire-géographie à Liverdun, à Leverkusen, au lycée Robert-Schuman à Metz puis au lycée Jeanne-d’Arc à Nancy et dans le collège Sophie-Germain dans le quartier de Cronenbourg à Strasbourg. Il a aussi suivi une prépa ENA à l'IEP de Strasbourg.
En politique, Bruno Studer est d'abord engagé à l'Union des démocrates et indépendants avec qui il a fait campagne pour les élections municipales de 2014 à Strasbourg. En avril 2016, il adhère à En marche dont il devient référent départemental pour le Bas-Rhin.
En juin 2017, candidat aux élections législatives pour La République en marche, il est élu député de la 3e circonscription du Bas-Rhin avec 59,77 % des voix au second tour, devant le candidat LR Georges Schuler (40,23 %). En juin 2022, il est réélu sous l’étiquette Ensemble avec 54,53 % des voix au second tour, contre le candidat LFI-NUPES Sébastien Mas (45,47 %). En juillet 2024, il est battu au second tour avec 32,46 % des voix par le candidat Parti socialiste (PS) Thierry Sother qui totalise 43,27 % des voix dans le cadre de la coalition Union de la gauche.

## Activités parlementaires
Il est désigné le 27 juin 2017 comme président de la commission des Affaires culturelles et de l'Éducation et reconduit dès le premier tour de scrutin à l'occasion du renouvellement des postes au sein de la majorité, en juillet 2019.
Il est rapporteur de la loi contre la manipulation de l'information adoptée en novembre 2018.

### Numérique à l'école
Il est président et rapporteur d'une mission d'information sur le numérique à l'école, qui rend son rapport le 10 octobre 2018,,.

### Proposition de loi sur les enfants influenceurs
Il est l'auteur d'une proposition de loi visant à encadrer l'exploitation commerciale des enfants de moins de 16 ans sur les plateformes vidéos. Déposée le 17 décembre 2019, elle est définitivement adoptée à l'unanimité, le 6 octobre 2020 devenant la loi 2020-1266 du 19 octobre 2020. Elle vise à aligner sur le régime des enfants artistes, les mineurs qui apparaissent sur des vidéos en ligne.

### Proposition de loi Droit à l'image des enfants
Il est l'auteur d'une proposition de loi visant à garantir le respect du droit à l'image des enfants. Déposée le 19 janvier 2023, la proposition de loi est adoptée à l'unanimité en première lecture par l'Assemblée nationale (195 voix pour, 0 contre) en mars puis par le Sénat en mai. La commission mixte paritaire n'ayant pu s'accorder sur une rédaction commune en raison de divergences quant au dispositif juridique adéquat, le texte fut rexaminé en nouvelle lecture à l'Assemblée en octobre puis au Sénat en décembre, avant une lecture définitive à l'Assemblée en février 2024.

### Travaux sur les sujets liés à l'Alsace-Moselle
Il propose 8 recommandations dans le cadre d’un rapport sur l’apprentissage en Alsace de la langue régionale à l’école, remis à Jean-Michel Blanquer, constatant notamment que « le vivier [de recrutement de professeurs] n’est pas suffisant en Alsace ».

## Prises de position
En septembre 2023, en compagnie de députés EELV, PCF, PS et NUPES et d'autres figures de l’aile gauche de la majorité (Renaissance et MoDem), il signe une tribune commune publiée sur les sites de Libération et de Franceinfo qui exige « des mesures urgentes, humanistes et concrètes pour la régularisation des travailleurs sans papiers ». Cette tribune analysée comme un « coup de pression de l’aile gauche de la majorité » divise le camp présidentiel alors que se prépare la « loi immigration ». Il votera néanmoins pour cette « loi immigration ».